# Alana Cruise
Alana Cruise (Nueva Jersey; 6 de enero de 1981) es una actriz pornográfica y modelo erótica estadounidense.

## Biografía
Nació en Nueva Jersey en enero de 1981 en una familia con ascendencia inglesa, irlandesa e italiana. Mucho antes de internarse en la industria pornográfica, Cruise se enroló en el Ejército de los Estados Unidos como médico de campaña. Obtuvo una licenciatura en Psicología en la Universidad y el certificado técnico de asistencia médica.
Buscando otras formas de ingreso, comenzó a realizar shows privados como camgirl. Fue así como empezó en la industria, viajando por el país y acudiendo a diversas convenciones pornográficas para contactar con personal del sector y productoras. Consiguió debutar como actriz pornográfica en 2014, a los 33 años de edad. Al igual que otras tantas actrices que comenzaron con más de treinta años en la industria, por su físico, edad y atributos fue etiquetada como una actriz MILF.
Como actriz ha trabajado para productoras como Digital Sin, Girlfriends Films, White Ghetto, 21Sextury, Kink.com, Reality Kings, Twistys, Wicked Pictures, New Sensations, Lethal Hardcore, Brazzers, Naughty America o Zero Tolerance, entre otras.
En 2017 grabó, junto a Samantha Rone, su primera escena de gangbang en My First Gangbang.
Ha aparecido en más de 290 películas como actriz.
Otras películas de su filmografía son A Quick Learner, Blind Date, Drill Her Ass 2, Family Affairs 2, Gangbangs 3, Keeping It In The Family, Mommy Caught Me, Squirting Stepmoms, Transsexual Mashup o Uma Jolie Unleashed.

## Premios y nominaciones
| Año  | Ceremonia         | Resultado | Premio                       | Trabajo |
| ---- | ----------------- | --------- | ---------------------------- | ------- |
| 2018 | Spank Bank Awards | Nominada  | Best Swallower               | —       |
| 2018 | Spank Bank Awards | Nominada  | Magnificent MILF of the Year | —       |
| 2018 | Spank Bank Awards | Nominada  | Super Squirter of the Year   | —       |
| 2018 | Spank Bank Awards | Nominada  | Two Peas in a Pod            | —       |
| 2019 | Spank Bank Awards | Nominada  | Cuckold Queen of the Year    | —       |
| 2019 | Spank Bank Awards | Nominada  | Deepest Throat               | —       |